# La leyenda de la Llorona
La leyenda de la Llorona es una película mexicana de animación de terror de 2011 dirigida por Alberto "Chino" Rodríguez y producida por Ánima Estudios. Es la segunda entrega de la saga cinematográfica Las Leyendas, siendo una secuela de La Leyenda de la Nahuala (2007), y su relato está basado en la popular leyenda de terror mexicana sobre la Llorona, el fantasma de un alma en pena que busca a sus fallecidos hijos. A partir de esta entrega las películas comienzan a ser producidas en su totalidad por Ánima Estudios tras la compra de los personajes a Ricardo Arnaiz entre 2009 y 2010 a Animex Producciones.
El elenco principal está encabezado por Yair Prado como la segunda voz del niño protagonista Leo San Juan, y su antagonista principal es Rocío Lara como la Llorona, mientras que Mónica del Carmen, Mayté Cordeiro, Andrés Couturier, Rafael Inclán, Erick Canete y Rosario Zúñiga se dividen entre roles principales fijos y episódicos.
Tras enfrentarse con la Nahuala en Puebla de los Ángeles, el fraile Fray Godofredo le asigna a Leo San Juan la nueva misión de viajar a Xochimilco para resolver una serie de desapariciones de infantes, que se cree fueron raptados por la Llorona, lo que causa preocupación entre los lugareños. Al llegar, conoce a una niña pequeña llamada Kika (Del Carmen), quien perdió a su hermano mayor Beto (Canete), quien quedó a merced de dicha figura espectral, por lo que Leo se compromete a ayudarla a rescatarlo.
Bajo la distribución de Videocine, la película se estrenó en México el 21 de octubre de 2011, recaudando $ 55.4 millones de pesos.
La versión subtitulada en inglés de la película también se lanzó en plataformas directas a video y digitales en los Estados Unidos, distribuida por Pantelion Films y Lionsgate.
La sucesora de esta película es La Leyenda de las Momias de Guanajuato.
Se puede ver por las plataformas de streaming: Vix, Netflix, Prime Video y Disney+.

## Trama
Beto y su hermana pequeña Kika están pidiendo "calaverita" (una tradición mexicana de pedir dulces y frutas a los vecinos en Día de Muertos) en un pueblo de Xochimilco en una noche desierta, oscura y brumosa. Kika comienza a pedir dulces en voz alta, lo que hace que Beto se ponga nervioso. Mientras espera que Kika regrese de una casa que está muy lejos en la calle, Beto ve una extraña figura que va en dirección de su hermana. Para salvarla, grita el nombre del fantasma, "La Llorona"; el espectro lo escucha y procede a perseguirlo. Kika ve que Beto ha desaparecido, lo busca y lo encuentra justo a tiempo, para verlo ser llevado por La Llorona cerca del arroyo.
Algún tiempo después, un globo con una canasta de barco y cinco tripulantes está volando sobre la ciudad. Los compañeros son Leo San Juan, un niño; Don Andrés, un viejo caballero (similar a Don Quijote); Alebrije, una criatura colorida como un dragón que respira fuego, y Moribunda y Finado, dos niños con forma de esqueleto que se asemejan a calaveras de azúcar (un postre típico de Día de Muertos). Se dirigen hacia el pueblo en respuesta a la carta del Padre Tello, que pedía su ayuda. En el camino, convocan a una amiga fantasma, Teodora, que los ha ayudado en aventuras anteriores, pero ella desaparece justo antes de la tormenta después de burlarse de Leo. Durante la tormenta, Moribunda se cae de la canasta, y Leo la salva, pero cae del globo al bote de Kika, que navega río abajo en ese momento, posiblemente buscando a Beto. Kika golpea accidentalmente a Leo en el agua, luego descubre su carta del Padre Tello, y luego accidentalmente lo golpea con su paleta, noqueándolo (ella lo saca del agua fuera de la pantalla). Kika ve el globo dañado del que se cayó al dirigirse hacia la Isla de las Muñecas (una isla en Xochimilco llena de partes de muñecas).
San Juan se despierta en la casa de Kika bajo el cuidado de ella y de la madre de Beto. La madre, Rosa, le cuenta una historia de La Llorona, cuyo nombre era en realidad Yoltzin en lugar de María. Yoltzin se mudó a Xochimilco con sus dos hijos: Ollin y Tonatiuh. Vendía flores para mantener a su familia y se hizo muy querida en el pueblo. Todo cambió un día cuando volvían a casa y encontraron su hogar en llamas. Yoltzin saltó del bote, desesperada por salvar la casa, pero olvidó a sus hijos en el bote, que se alejó con ellos aún a bordo. Cuando se dio cuenta de que estaban flotando lejos, ya era demasiado tarde y desaparecieron sin dejar rastro. Los aldeanos la ayudaron a buscar a los niños. Sin embargo, días después, Ollin y Tonatiuh fueron encontrados muertos cerca de un canal, posiblemente debido al ahogamiento, y sus cuerpos deben haberse lavado en tierra. Yoltzin no aceptó la muerte de sus hijos. Ella se volvió loca de dolor y remordimiento y murió, sin tener nada por lo que vivir. Después de su muerte, los aldeanos comenzaron a escuchar gemidos fantasmales. Yoltzin se había convertido en La Llorona, un espectro que salía de noche a secuestrar niños, aunque sin intención de dañarlos; más bien, ella parecía querer cuidarlos, tal vez para compensar el hecho de no cuidar a sus propios hijos, o por creer realmente que eran sus hijos. 
El Padre Tello siguió a La Llorona durante años, tratando de descubrir cómo apaciguarla, pero él desapareció. San Juan sale de la casa de Kika para encontrar a sus amigos y descubre el misterio de dónde están Beto y los otros niños secuestrados con la ayuda del diario del Padre Tello. Kika lo sigue diciéndole a Leo que lo necesita. La Llorona ataca a Leo y Kika, hiriendo a Leo, pero Kika lo ayuda y escucha sus planes para encontrar la antigua iglesia donde están las tumbas de Ollin y Tonatiuh. El libro del padre Tello dice que "Yoltzin tiene que ver" las tumbas para estar en paz. Una vez más, Leo y Kika son perseguidos por La Llorona, pero esta vez Kika es secuestrada y Leo pierde su rastro.
Mientras tanto, en la Isla de las Muñecas, Andrés se enredaba en viñas. Después de muchos gritos, Alebrije lo rescata de los títeres, que estaba cubierto de baba verde después de caer en el lago y confundido con un monstruo. Andrés y Alebrije liberan a un anciano de un títere de mano maldito llamado Pecas, que estaba animado por las lágrimas de La Llorona, quien había llorado previamente en el arroyo y había estado obligando al anciano a hacer títeres para ella. El viejo les agradece y les dice dónde encontrar a La Llorona.
Leo San Juan le pide a Teodora que lo ayude a buscar a La Llorona y la distraiga mientras busca la antigua iglesia donde fueron enterrados los niños de Yoltzin. Leo entra en una iglesia hundida, y dentro encuentra a Kika y otros niños durmiendo. Él ve que La Llorona los ha estado cuidando y que estaban ilesos. Corre profundamente en la iglesia hasta que encuentra la cripta de la iglesia y busca las tumbas de Ollin y Tonatiuh. Encuentra una parte rota de las tumbas de los niños cuando busca su collar caído (con una foto de su madre fallecida adentro) y lo vuelve a colocar en la tumba, arreglándolo. 
Kika hace enojar a La Llorona, diciéndole que deje ir a los otros niños, y ella casi se lleva su alma, pero Leo la salva. La Llorona agarra a Leo y comienza a tomar su alma, haciéndole desmayarse. Luego captura a sus amigos animando vides que habían invadido la iglesia hundida. Cuando está a punto de lastimarlos, Leo la llama y le muestra el nombre de su hijo en la tumba. Cuando La Llorona ve sus nombres, comienza a ver a los inconscientes Leo y Kika como sus hijos, muertos. Superada por la culpa, se desploma sobre sus rodillas y llora. Sin embargo, todas las lápidas comienzan a brillar y aparecen Ollin y Tonatiuh. Ella se reúne con sus hijos y le agradece a Leo por su ayuda. Leo ve a su madre por última vez mientras está inconsciente. Pronto, todos (excepto Leo) se van del mundo de los vivos y se van al mundo de los muertos. Otros niños secuestrados se despiertan, incluido Beto. De vuelta en el pueblo, Leo y sus amigos se despiden de los aldeanos y luego se preparan para regresar a su ciudad natal, cuando aparece el fantasma de Fray Godofredo y los insta a ayudar a otro pueblo en apuros. Él les explica que Xóchitl, una amiga suya, que también los había ayudado antes, fue capturada por las momias en Guanajuato, por lo que deciden emprender un viaje hacía dicho estado para salvarla.

## Actor de voz original🇲🇽
- Yair Prado como Leonardo "Leo" San Juan, el protagonista principal.
- Andrés Couturier como Don Andrés Artasánchez / Pujo
- Rafael Inclán como El Alebrije de la Biblioteca
- Mayté Cordeiro como Teodora Villavicencio
- Mónica del Carmen como Kika
- Erick Canete como Beto
- Rosario Zúñiga como Rosa, la madre de Beto y Kika.
- Mercedes Hernández como Yoltzin
- Rocío Lara como La Llorona
- Miguel Couturier como Willy / Fray Godofredo
- Jesús Guzmán como Pecas / Finado
- Valeria Russek como la mamá de Leo.
- Humberto Solórzano como Padre Tello / Tiro
- Romina Marroquín como Moribunda
- Carlos del Campo como Guía de voz Alebrije

## Taquilla
Esta película se estrenó en el 4.º lugar de taquilla, ganando $ 8.3 millones de pesos (USD $ 0.6 millones). Recaudó un total de $ 55.4 millones de pesos.

## Recepción
La película ha recibido una crítica favorable. Renee Schonfeld de Common Sense Media le otorgó 3 de 5 estrellas, y escribió: "Lleno de animaciones maravillosamente ingeniosas, diálogos ingeniosos y ricas caracterizaciones, La Leyenda de La Llorona es una delicia para los niños que leen lo suficiente como para manejar los subtítulos, y que no se molestará por la leyenda de una mujer muerta que cree que es responsable de la muerte de sus hijos pequeños. Hay sustos, risas y, sobre todo, una premisa relajante: que el amor de una madre es "un regalo ilimitado y más precioso que protege a los niños en este mundo y en el próximo. Esta es una buena película para compartir en familia y podría ser una buena película de inicio de subtítulos ". Mientras que Internet Movie Database le da 6.2 de calificación.